# Гребля на байдарках и каноэ на летних Олимпийских играх 1948
Соревнования по гребле на байдарках и каноэ на XIV летних Олимпийских играх прошли 11 и 12 августа 1948 года на реке Темза. В них приняли участие 110 спортсменов из 16 стран, разыгравших 9 комплектов медалей. Впервые в истории Олимпийских игр в соревнованиях по гребле участвовали женщины, состязавшиеся в классе байдарок-одиночек на дистанции 500 метров.
После окончания этого турнира там же прошёл чемпионат мира по гребле на байдарках, участники которого разыграли награды в дисциплинах, не вошедших в олимпийскую программу.

## Общий медальный зачёт
| Место | Страна       | Золото | Серебро | Бронза | Всего |
| ----- | ------------ | ------ | ------- | ------ | ----- |
| 1     | Швеция       | 4      | 0       | 0      | 4     |
| 2     | Чехословакия | 3      | 1       | 0      | 4     |
| 3     | Дания        | 1      | 2       | 0      | 3     |
| 3     | США          | 1      | 2       | 0      | 3     |
| 5     | Финляндия    | 0      | 1       | 2      | 3     |
| 6     | Канада       | 0      | 1       | 1      | 2     |
| 6     | Норвегия     | 0      | 1       | 1      | 2     |
| 8     | Нидерланды   | 0      | 1       | 0      | 1     |
| 9     | Франция      | 0      | 0       | 4      | 4     |
| 10    | Австрия      | 0      | 0       | 1      | 1     |
| Всего | Всего        | 9      | 9       | 9      | 27    |

## Медалисты

### Мужчины
| Дисциплина                   | Золото                                          | Серебро                                  | Бронза                                       |
| ---------------------------- | ----------------------------------------------- | ---------------------------------------- | -------------------------------------------- |
| Каноэ-одиночка — 1000 м      | Йозеф Голечек Чехословакия                      | Дуглас Беннетт Канада                    | Робер Бутиньи Франция                        |
| Каноэ-одиночка — 10 000 м    | Франтишек Чапек Чехословакия                    | Френк Хейвенс США                        | Норман Лейн Канада                           |
| Каноэ-двойка — 1000 м        | Чехословакия · Ян Брзак-Феликс · Богумил Кудрна | США · Стивен Лысак · Стивен Макновски    | Франция · Жорж Дрансар · Жорж Гандиль        |
| Каноэ-двойка — 10 000 м      | США · Стивен Лысак · Стивен Макновски           | Чехословакия · Вацлав Гавел · Иржи Пецка | Франция · Жорж Дрансар · Жорж Гандиль        |
| Байдарка-одиночка — 1000 м   | Герт Фредрикссон Швеция                         | Йохан Андерсен Дания                     | Анри Эберхард Франция                        |
| Байдарка-одиночка — 10 000 м | Герт Фредрикссон Швеция                         | Курт Вирес Финляндия                     | Эйвинд Скабо Норвегия                        |
| Байдарка-двойка — 1000 м     | Швеция · Ханс Берглунд · Леннарт Клингстрём     | Дания · Эйвинд Хансен · Якоб Йенсен      | Финляндия · Туре Аксельссон · Нильс Бьёрклёф |
| Байдарка-двойка — 10 000 м   | Швеция · Гуннар Окерлунд · Ханс Веттерстрём     | Норвегия · Ивар Матисен · Кнут Эстбю     | Финляндия · Туре Аксельссон · Нильс Бьёрклёф |

### Женщины
| Дисциплина                | Золото           | Серебро                       | Бронза                 |
| ------------------------- | ---------------- | ----------------------------- | ---------------------- |
| Байдарка-одиночка — 500 м | Карен Хофф Дания | Алида Анкер-Дуденс Нидерланды | Фритци Швингль Австрия |